# Tammerfors svenska församling
Tammerfors svenska församling är en församling i Mellersta Nylands prosteri inom Borgå stift i Evangelisk-lutherska kyrkan i Finland. Församlingen är till för svenskspråkiga kyrkomedlemmar i Tammerfors och är med sina 876 medlemmar (12/2019) stadens överlägset minsta församling. 
Församlingen grundades i sin nuvarande form år 1926, men verksamhet på svenska ha funnits sedan 1200-talet.
Tammerfors svenska församling finns geografiskt inte i Nyland och har inga egentliga grannförsamlingar inom stiftet. Den faller således utanför alla "naturliga" prosterigränser, men hör till Mellersta Nylands prosteri av praktiska orsaker. 
Emellanåt har det föreslagits att de svenskspråkiga som bor i grannkommunerna skulle få tillhöra Tammerfors svenska församling, men av olika skäl har förslaget inte godkänts. 
Tidigare firade församlingen sina gudstjänster i Gamla kyrkan, men numera är gudstjänstlokalen det församlingshemmet Svenska Hemmet, inte någon av stadens egentliga kyrkor.
Kyrkoherde i församlingen är Janne Heikkilä.